# 史瓦帝尼國旗
斯威士兰國旗是一面富有非洲传统文化设计的国旗，它由上下各两条蓝色和黄色的条纹、以及中间一条紅色的横条组成，旗帜中央有黑色与白色相间的盾形图腾，辅以三支长矛图案。
紅色象征斯威士兰历史上的无数次战斗，黄色代表该国丰富的矿产资源，蓝色象征斯威士兰民众对和平的热爱，矛与盾代表斯威士兰人民誓死保卫国家的决心。

## 国旗格式
斯威士兰国旗自上而下的五道条纹（蓝-黄-紅-黄-蓝）的高度比为18：7：50：7：18。

## 国旗演变史

1890-1894
1894–1902